# Volodymyr Olijnyk
Volodymyr Mykolajovytj Olijnyk (ukrainska:Володимир Миколайович Олійник) född 16 april 1957 i Buzivka i Tjerkasy oblast,  är en ukrainsk politiker tidigare medlem av det ukrainska parlamentet för Regionernas parti.
Olijnyk var 1994–2006 Tjerkasys borgmästare. Han är utbildad jurist från Charkiv Juridiska Institut (1977-1981 ).